# Young & Beautiful
Young & Beautiful (englisch für ‚Jung und wunderschön‘) ist ein Lied der US-amerikanischen Popsängerin Lana Del Rey. Das Stück ist ein Teil des Soundtracks zu Der große Gatsby.

## Entstehung und Artwork
Geschrieben wurde das Lied von Lana Del Rey und Rick Nowels, letzterer produzierte auch das Stück. Gemastert wurde die Single im New Yorker Masterdisk, unter der Leitung des US-Amerikaners Tony Dawsey und seinem Assistenten Tim Boyce. Gemischt wurde das Lied von Robert Orton. Als Instrumentalisten wurden Devrim Karaoglu am Bass, Rick Nowels am Keyboard und Piano und Patrick Warren am Dulcitone, der E-Gitarre, den Glocken, dem Piano und den Streichinstrumenten engagiert. Arrangiert wurde die Musik durch Craig Armstrong, Jon Ingoldsby, Jordan Stilwell und Trevor Yasuda. Dirigiert wurden die Instrumentalisten durch David Greenaway. Die Programmierung erfolgte durch Kieron Menzies, die Schlagzeugprogrammierung durch Dan Heath und Al Shux. Als Konzertmeister war Perry Montague-Mason tätig. Tonmeister waren Kieron Menzies und Geoff Foster. Das Lied wurde unter den Musiklabels Interscope Records und Water Tower veröffentlicht und durch Universal Music Publishing vertrieben. Auf dem Cover der Maxi-Singles ist – wie bei allen Singleveröffentlichungen aus dem Film – das Werbebild zum Film Der große Gatsby zu sehen, mit der Aufschrift des Künstlers und des Liedtitels. Auf dem Cover einer später veröffentlichten Remixversion ist das Logo von Spinnin’ Records, vor dem Hintergrund der US-amerikanischen Flagge, zu sehen.

## Veröffentlichung und Promotion
Die Erstveröffentlichung von Young & Beautiful erfolgte am 22. April 2013 als digitale Veröffentlichung in Deutschland, Österreich und der Schweiz. Im Vereinigten Königreich und den Vereinigten Staaten folgte die Veröffentlichung einen Tag später am 23. April 2013. Als physische Maxi-Single wurde die Single lediglich in Großbritannien herausgebracht. Am 11. Oktober 2013 wurde Young & Beautiful in einer Remixversion von Cedric Gervais erneut veröffentlicht.
Das Lied wurde unter anderem durch den Film Der große Gatsby und als Werbelied für die MTV-Sendung Catfish – Verliebte im Netz beworben. Liveauftritte von Young & Beautiful im Hörfunk oder Rundfunk blieben in Deutschland, Österreich und der Schweiz bis heute aus. Sie spielte das Lied nur auf ihren Konzerten.

## Hintergrund
Anfangs plante Del Rey, das Lied auf ihrer achten EP Paradise zu veröffentlichen. In einem Interview mit Catalunya Ràdio sagte sie, dass sie bereits drei Demoaufnahmen zu den Liedern I Sing the Body Electric, In the Land of Gods and Monsters und Will You Still Love Me When I’m No Longer Young and Beautiful habe, letzteres Lied sang sie auch nach dem Interview. Später gab der Regisseur, Co-Autor und Co-Produzent des Films Baz Luhrmann in einem Skypevideochat bekannt, dass sie glücklich seien, ein Lied zum Film gefunden zu haben. Luhrmann passte einige Textstellen der zweiten Strophe der Demoversion an den Film an. Die Lieder I Sing the Body Electric und In the Land of Gods and Monsters wurden unter den Namen Body Electric und Gods and Monsters auf der Paradise EP veröffentlicht. Will You Still Love Me When I’m No Longer Young and Beautiful wurde als Young & Beautiful exklusiv auf dem Der große Gatsby Soundtrack veröffentlicht.

## Inhalt
Der Liedtext zu Young & Beautiful ist in englischer Sprache verfasst, auf Deutsch übersetzt bedeutet der Titel „Jung und wunderschön“. Die Musik und der Text wurden gemeinsam von Lana Del Rey und Rick Nowels geschrieben beziehungsweise komponiert. Musikalisch bewegt sich das Lied im Bereich des Barock-Pop. Es geht darin um die Gedanken einer jungen Liebhaberin, die besorgt darüber ist, ob die Liebe ein Leben lang andauern kann. Es beinhaltet die Themen über das Gefallen ihres Liebhabers, Nostalgie und der Trübseligkeit des Alterns. Die Textzeile „Will You Still Love Me When I’m No Longer Young and Beautiful?“ zeigt Parallelen zu den Eigenheiten in F. Scott Fitzgeralds Roman Der große Gatsby.
| „Will you still love me when I’m no longer young and beautiful? Will you still love me when I got nothing but my aching soul? I know you will, I know you will, I know that you will. Will you still love me when I’m no longer young and beautiful?“ – Refrain, Originalauszug | „Wirst du mich immer noch lieben, wenn ich nicht mehr jung und wunderschön bin? Wirst du mich immer noch lieben, wenn ich nichts mehr außer meiner schmerzenden Seele habe? Ich weiß du wirst, ich weiß du wirst, ich weiß, dass du es wirst. Wirst du mich immer noch lieben, wenn ich nicht mehr jung und wunderschön bin?“ – Refrain, Übersetzung |

## Musikvideo
Das Musikvideo zu Young & Beautiful feierte am 10. Mai 2013, auf Del Reys YouTube-Account, seine Premiere. Zu sehen ist Del Rey, die das Lied in einem dunkel beleuchteten Raum singt. Unterhalb vom rechten Auge hat sie zwei glitzernde Tränen aufgemalt, die wie tätowiert erscheinen. Abwechselnd mit Del Rey sind Szenen eines dunkel beleuchteten Orchesters zu sehen. Die Gesamtlänge des Videos beträgt 3:58 Minuten. Regie führten Sophie Muller und Chris Sweeny, produziert wurde das Video von Adam Smith und Jacob Swan-Hyam. Bis Mai 2023 zählte das Musikvideo über 550 Millionen Aufrufe bei YouTube.

## Mitwirkende
| Liedproduktion - Craig Armstrong: Arrangement - Tim Boyce: Co-Mastering - Tony Dawsey: Masterging - Lana Del Rey: Gesang, Komponist, Liedtexter - Geoff Foster: Tonmeister - David Greenaway: Dirigent - Dan Heath: Programmierung - Jon Ingoldsby: Arrangement - Devrim Karaoglu: Bass - Kieron Menzies: Programmierung, Tonmeister - Perry Montague-Mason: Konzertmeister - Rick Nowels: Keyboard, Komponist, Liedtexter, Piano, Musikproduzent - Robert Orton: Abmischung - Al Shux: Programmierung - Jordan Stilwell: Arrangement - Patrick Warren: Dulcitone, E-Gitarre, Glocken, Piano, Streichinstrumente - Trevor Yasuda: Arrangement | Musikvideo - Sophie Muller: Regisseur - Adam Smith: Filmproduzent - Jacob Swan-Hyam: Filmproduzent - Chris Sweeny: Regisseur Unternehmen - Interscope Records: Musiklabel - Masterdisk: Mastering - Water Tower: Musiklabel - Universal Music Publishing: Vertrieb |

## Rezeption

### Preise
Am 2. Dezember 2013 wurde Young & Beautiful mit einem Satellite Award in der Kategorie „Best Original Song“ ausgezeichnet.

### Rezensionen
Jason Lipshutz vom US-amerikanischen Billboard Magazin nannte das Lied „typisch üppig“ und sieht große Parallelen zu den vorangegangenen Hits Video Games und Born to Die. Das Video beschrieb er als „düster“, das Aussehen Del Reys als „sehr zurückhaltend“. Weiter kritisiert er, dass das Video ohne irgendeinen Abschluss verfüge, ähnlich wie die rhetorische Frage „Will You Still Love Me When I’m No Longer Young and Beautiful?“ im Herzstück des Liedes.
Das US-amerikanische Musikmagazin Rap-Up beschrieb das Lied als „eindringlich“.
MTV beschrieb das Lied als „düster“. Sie merken an, dass das Lied so komponiert wurde, wie es die Fans von Lana Del Rey zu schätzen gelernt haben.
Die kanadische Zeitschrift National Post sagte, dass Young & Beautiful da beginne, wo Video Games aufhöre. Das Lied sei relevant zu dem Buch, weil „…seine Besessenheit mit dem Verfall und der Vergänglichkeit des guten Lebens sicherlich mitklingt“. Die Zeitschrift nennt die Komposition ein „Artefakt“ von Del Reys konsequenten dunklen Tons. Sie fügen hinzu, dass die kahle Direktheit beim zweiten Hören an Reiz gewinne.

## Kommerzieller Erfolg

### Chartplatzierungen
Young & Beautiful erreichte in Deutschland Position 50 der Singlecharts und konnte sich insgesamt fünf Wochen in den Charts halten. In Österreich erreichte die Single Position 57 und konnte sich drei Wochen in den Charts halten. In der Schweiz erreichte die Single in drei Chartwochen Position 31. Im Vereinigten Königreich erreichte die Single Position 23 und konnte sich zehn Wochen in den Charts halten. In den Vereinigten Staaten erreichte die Single in 21 Chartwochen Position 22.
Für Del Rey als Interpretin ist es der siebte Charterfolg in Deutschland und Österreich, der achte in der Schweiz, der sechste in Großbritannien und der zweite in den Vereinigten Staaten. Für Del Rey als Autorin ist es der siebte Charterfolg in Deutschland und der Schweiz, der sechste in Österreich, der fünfte in Großbritannien und der zweite in den Vereinigten Staaten. Es ist ihre siebte Single, die sich gleichzeitig in allen D-A-CH-Staaten platzieren konnte.
| ChartsChartplatzierungen       | Höchstplatzierung | Wochen |
| ------------------------------ | ----------------- | ------ |
| Deutschland (GfK)              | 50 (5 Wo.)        | 5      |
| Österreich (Ö3)                | 57 (3 Wo.)        | 3      |
| Schweiz (IFPI)                 | 31 (3 Wo.)        | 3      |
| Vereinigte Staaten (Billboard) | 22 (21 Wo.)       | 21     |
| Vereinigtes Königreich (OCC)   | 23 (10 Wo.)       | 10     |

### Auszeichnungen für Musikverkäufe
Young & Beautiful wurde weltweit mit einer Goldenen- sowie mit 31 Platin-Schallplatten ausgezeichnet. Den Schallplattenauszeichnungen zufolgte verkaufte sich das Lied über 8,9 Millionen Mal.
| Land/Region                  | Auszeichnungen für Musikverkäufe (Land/Region, Auszeichnung, Verkäufe) | Verkäufe  |
| ---------------------------- | ---------------------------------------------------------------------- | --------- |
| Australien (ARIA)            | 10× Platin                                                             | 700.000   |
| Brasilien (PMB)              | 2× Platin                                                              | 120.000   |
| Dänemark (IFPI)              | Platin                                                                 | 90.000    |
| Deutschland (BVMI)           | Platin                                                                 | 300.000   |
| Griechenland (IFPI)          | 2× Platin                                                              | 40.000    |
| Italien (FIMI)               | 3× Platin                                                              | 300.000   |
| Kanada (MC)                  | Platin                                                                 | 80.000    |
| Neuseeland (RMNZ)            | 4× Platin                                                              | 120.000   |
| Schweden (IFPI)              | 2× Platin                                                              | 80.000    |
| Spanien (Promusicae)         | 2× Platin                                                              | 120.000   |
| Vereinigte Staaten (RIAA)    | 6× Platin                                                              | 6.000.000 |
| Vereinigtes Königreich (BPI) | 2× Platin                                                              | 1.200.000 |
| Insgesamt                    | 36× Platin ·                                                           | 9.150.000 |

Hauptartikel: Lana Del Rey/Auszeichnungen für Musikverkäufe

## Coverversionen
- 2013: The Bryan Ferry Orchestra
- 2020: Glass Animals[32]